# مورس (ساردینیا)
مورس (به ایتالیایی: Mores) یک کومونه در ایتالیا است که در استان ساساری واقع شده‌است.

## خصوصیات
مورس ۹۵٫۱ کیلومترمربع مساحت و ۱٬۹۰۳ نفر جمعیت دارد.

## خواهرخوانده
شهر Santa Giuletta خواهرخواندهٔ مورس (ساردینیا) هست.